# A nagy titok
A nagy titok (Le Grand secret) egy 1989-ben készült francia-német-spanyol-kanadai tv-sorozat.
A másik szálon Kennedy meggyilkolása, De Gaulle figurája, és mindenekelőtt Nehru, e nagy formátumú indiai államfő szerepel. Természetesen mindez csupán az író fantáziája által termtett világban, amelyben nem hiányozhat egy - titokzatos eseményekben bővelkedő - nagy szerelem története.
A könyvből francia filmsorozat is készült, amelyet nálunk is vetített a magyar televízió.
Az adaptációban a cselekmény 1972 és 1988 között játszódik, így De Gaulle, Kennedy és Nehru helyett az államfők most Ronald Reagan, II. Elisbath, Georges Pompidou és Indira Gandhi.
Több tudós nyomtalanul eltűnik. Egy tudós szeretője 14 éve keresi barátját. Samuel Frend titkosügynök segítségével végül egy szigeten rájön a nagy titokra, a szérum ugyanis halhatatlanságot ad az embereknek. 

## Főszereplők
- Samuel Frend - Claude Rich  (Szakácsi Sándor)
- Jeanne Corbet - Louise Marleau  (Kútvölgyi Erzsébet)
- Roland Fournier - Peter Sattmann  (Rátóti Zoltán)
- Suzan Frend - Claude Jade  (Andresz Kati)
- Monsieur Corbet - Fernando Rey  (Szabó Ottó)
- William Garrett - Paul Guers (Szokolay Ottó)